# Психоистория (фантастика)
Психоисторията е изцяло измислена наука от литературата на Айзък Азимов. В поредицата „Фондация“ математикът Хари Селдън създава психоисторията като форма на математическа социология. Според законите на науката бъдещето е предвидимо, но само относно развитие в голям мащаб. Селдън предвижда разпада на Галактическата империя и следващите тридесет хиляди години хаос преди израстването на нова империя.
Психоисторията наподобява процесите във физиката и химията. Така както в теорията на газовете е невъзможно да се определи движениета на една молекула, но може да се предскаже процесът, случващ се с голям брой молекули, така и психоисторията не може точно да определи действията на един човек, но може да предвиди измененията в обществото като цяло.
Понятието психоистория е използвано в статията на американския писател фантаст и статистик Майкъл Флин „Въведение в психоисторията“ (1988) и романа му „В страната на слепите“ (1990).

## Аксиоми на психоисторията
Хари Селдън въвежда две аксиоми за психоисторията:
- размерът на групата от населението, чието поведение трябва да се моделира, трябва да бъде достатъчно голям;
- населението трябва да остане в неведение за резултатите от психоисторическия анализ.

Третата основна аксиома се смята за тривиална и следователно не е изрично постулирана:
- човекът е единствената интелигентна форма на живот в галактиката.

## Азимов за психоисторията
На 25 септември 1987 г. Азимов дава интервю на Тери Грос за програмата Fresh Air на National Public Radio, В него Грос му задава въпрос за психоисторията:
- „Какво имате предвид, когато въведохте термина и концепцията?“
- Азимов: „Аз исках да напиша кратък разказ за края на Галактическата империя. Току-що бях завършил „Упадък и падение на Римската империя“ [за] втори път, и си помислих, че може и да я адаптирам в много по-голям мащаб за Галактическата империя. Моят редактор Джон Кембъл беше силно запален по идеята и каза, че не иска да я губи в кратък разказ. Той искаше серии разкази от отворен тип, които едва ли не да траят вечно... ... затова предположих, че ще дойде време, когато ще има наука, в която нещата биха могли да бъдат предвидени по вероятностен път или на статистическа основа.“.

## Психоисторията и съвременната историческа наука
Съществува мнение, че психоисторията е близка като начин на разбиране на историческите процеси на това на Ибн Халдун, Карл Маркс, както и на редица съвременни макросоциолози, като Тед Скочпол, Джек Голдстоун, Сергей Капица или Андрей Коротаев.